# Relations entre le Népal et la Norvège
Les relations entre le Népal et la Norvège sont les relations extérieures entre le Népal et la Norvège.

## Histoire
Les relations diplomatiques ont été établies le 26 janvier 1973. La Norvège a établi une ambassade à Katmandou en 2000. Le Népal a un ambassadeur non résident à Copenhague.